# مسابقه آواز یوروویژن ۱۹۶۰
مسابقه آواز یوروویژن ۱۹۶۰ ۵مین دوره از مسابقات آواز یوروویژن بود که در سالن رویال فستیوال، لندن، بریتانیا برگزار شد. برنده آن کشور فرانسه بود. 